# Stictoptera xylinata
Stictoptera xylinata là một loài bướm đêm trong họ Noctuidae.